# Jan Plovsing
Jan Plovsing, (født 15. maj 1945 på Frederiksberg), er mag.scient.soc. (sociologi) og rigsstatistiker, dvs. øverste chef for Danmarks Statistik i perioden 1995-2013.. Han afløste Hans Zeuthen på denne post og blev selv afløst af Jørgen Elmeskov. 
Jan Plovsing blev matematisk student fra Østre Borgerdydskole i København i 1964. Han studerede ved Københavns Universitet, hvorfra han tog bifagseksamen i økonomi og arbejdsmarkedspolitik i 1969 og blev magister i sociologi i 1972. Dernæst var han bl.a. ansat som forsker ved Socialforskningsinstituttet i 1972-77 og lektor i organisationsteori og sociologi ved Økonomisk Institut på Københavns Universitet 976-80. 1977 blev han forskingsleder ved Socialforskningsinstituttet, i 1986 afdelingschef og i 1989 direktør sammesteds, indtil han i 1995 blev udnævnt til rigsstatistiker.